# Jada Stinson
Jada Shanice Stinson (Fayetteville, 28 settembre 1999) è una cestista statunitense con cittadinanza portoricana.

## Carriera
Con Porto Rico ha disputato i Giochi olimpici di Tokyo 2020.